# شاه ریچارد (فیلم)
شاه ریچارد (انگلیسی: King Richard) یک فیلم ورزشی و زندگی‌نامه‌ای آمریکایی محصول سال ۲۰۲۱ به کارگردانی رینالدو مارکوس گرین و نویسندگی زک بیلین است. در این فیلم ویل اسمیت در نقش ریچارد ویلیامز، پدر و مربی تنیس بازان مشهور ونوس ویلیامز و سرینا ویلیامز، بازی می‌کنند.
این فیلم برای اولین بار در چهل و هشتمین جشنواره فیلم تلوراید در ۲ سپتامبر ۲۰۲۱ به نمایش درآمد و در ۱۹ نوامبر ۲۰۲۱ توسط برادران وارنر و در سرویس پخش اچ‌بی‌او مکس به نمایش درآمد. این فیلم ۳۹ میلیون دلار در مقابل بودجه ۵۰ میلیون دلاری به دست آورد و نقدهای مثبتی از منتقدان دریافت کرد، با تمجید از فیلمنامه و بازی اسمیت، الیس و سیدنی.
این فیلم به عنوان یکی از ده فیلم برتر سال از سوی مؤسسه فیلم آمریکا و هیئت ملی بازبینی انتخاب شد. این فیلم در نود و چهارمین دوره جوایز اسکار شش نامزدی از جمله بهترین فیلم را به دست آورد و برای اسمیت برنده بهترین بازیگر مرد شد.

## داستان
داستان، نگاهی دارد به زندگی سوپراستارهای تنیس ونوس و سرینا ویلیامز که به واسطه مربیگری پدرشان ریچارد ویلیامز، به آنچه که هستند تبدیل شدند و….

## بازیگران
- ویل اسمیت در نقش ریچارد ویلیامز
- آنجانو الیس در نقش اورسین پرایس
- سانیه سیدنی[۵] در نقش ونوس ویلیامز
- دمی سینگلتون[۶] در نقش سرینا ویلیامز
- جان برنثال در نقش ریک مکی
- تونی گلدوین در نقش پاول کوهن

## نامزدی‌ها و جوایز
هفتاد و نهمین مراسم گلدن گلوب
- برنده گلدن گلوب بهترین بازیگر مرد فیلم درام
- نامزد گلدن گلوب بهترین فیلم درام
- نامزد گلدن گلوب بهترین ترانه اصلی
- نامزد گلدن گلوب بهترین بازیگر مکمل زن

هفتاد و پنجمین دوره جوایز بفتا
- برنده بفتا بهترین بازیگر نقش اول مرد
- نامزد بفتا بهترین انتخاب بازیگر
- نامزد بفتا بهترین فیلمنامه اصلی
- نامزد بفتا بهترین بازیگر نقش مکمل زن

نود و چهارمین دوره جوایز اسکار
- برنده اسکار بهترین بازیگر نقش اول مرد
- نامزد اسکار بهترین تدوین فیلم
- نامزد اسکار بهترین ترانه اصلی
- نامزد اسکار بهترین فیلمنامه اصلی
- نامزد اسکار بهترین بازیگر نقش مکمل زن
- نامزد اسکار بهترین فیلم

## گیشه
شاه ریچارد ۱۵٫۱ میلیون دلار در ایالات متحده و کانادا و ۲۴٫۳ میلیون دلار در سایر مناطق به دست آورد که مجموعاً ۳۹٫۴ میلیون دلار در سراسر جهان فروش کرد.
در ایالات متحده و کانادا، این فیلم در کنار «شکارچیان روح: افترلایف» اکران شد و پیش‌بینی می‌شود در آخر هفته افتتاحیه خود از ۳۲۵۰ سالن سینما ۸ تا ۱۰ میلیون دلار بفروشد. این فیلم در روز اول ۱٫۹ میلیون دلار فروش داشت و به ۵٫۷ میلیون دلار رسید. رقم پایین به مدت زمان ۱۴۵ دقیقه و همچنین در دسترس بودن فیلم در اچ‌بی‌او مکس. این فیلم ۴٫۸ میلیون دلار در قاب پنج روزه شکرگزاری به دست آورد، از جمله ۳٫۳ میلیون دلار (-۳۳٪) در آخر هفته دوم خود، و هفتم شد. در آخر هفته سوم، این فیلم ۱٫۲ میلیون دلار به دست آورد و نهم شد. شاه ریچارد از ده باکس آفیس برتر در چهارمین آخر هفته خود خارج شد و ۵۱۰٫۳۰۶ دلار به دست آورد و دوازدهم شد.